# Фонтаны Кременчуга
Фонтаны Кременчуга  — декоративные фонтаны города Кременчуг (Полтавская область, Украина).

## История
Первый городской фонтан в Кременчуге был открыт в Городском саду в 1914 году. Перед Второй мировой войной в левобережной части помимо Городского сада действовали фонтаны в Пионерском сквере и в сквере на набережной Днепра (оба сквера вошли впоследствии в состав Приднепровского парка), а также фонтан в сквере МЮДа. В Крюкове действовало два фонтана в парке вагоностроительного завода.
В советский период после войны большинство разрушенных фонтанов было восстановлены, а также появились новые: на бульваре Пушкина, в Октябрьском сквере, напротив Дворца культуры «КрАЗ», перед Городским дворцом культуры, а также на площади перед вокзалом.
Большинство фонтанов пришло в упадок в 1990-е годы (фонтан перед Городским дворцом культуры, фонтаны в Приднепровском и Крюковском парках). В годы независимости Украины предприятиями города было установлено несколько новых фонтанов: в 2006 году появился фонтан возле проходной Крюковского вагоностроительного завода, в 2008 году был установлен новый фонтан заводом «Кредмаш», в 2017 «Укртатнафта» открыла фонтан перед ДК «Нефтехимик». В 2010-х годах был перестроен фонтан в Октябрьском сквере. По состоянию на 2017 год, некоторые фонтаны продолжают находиться в заброшенном состоянии.

## Утраченные фонтаны Кременчуга
| Местоположение                                          | Год открытия | Год утраты | Описание |
| ------------------------------------------------------- | ------------ | ---------- | --- |
| Городской сад                                           | 1914         | После 1959 | Первый городской фонтан Кременчуга, был установлен в единственном на тот момент парке. |
| Садовое заведение Карла Бера (не сохранилось)           |              | После 1961 | На территории дореволюционного садового заведения Карла Бера на Херсонской улице располагался фонтан, сохранившийся минимум до 1961 года. |
| Возле Дома Красной Армии                                | До 1934      | 1941—1943  | Возле Дома Красной Армии (бышее здание городской думы, ныне на его месте расположен Дом торговли) размещался небольшой фонтан с пятиконечной звездой. |
| Парк МЮД (на месте нынешнего Дворца культуры «Кредмаш») | 1938         | 1971 (?)   | Фонтан «Квартет», выполненный кременчужанином Гураловым по мотивам басни Ивана Андреевича Крылова, изображал зверей, играющих на музыкальных инструментах. Был установлен на главной аллее новосозданного сквера МЮДа. Вероятно, демонтирован при строительстве Дворца культуры в 1971 году. |
| Октябрьский сквер (ныне — сквер имени Олега Бабаева)    | После 1944   | 1977       | Фонтан был расположен в сквере, отделённом от Октябрьского сквера бульваром Пушкина. Во время объединения и реконструкции двух скверов в 1977 году фонтан был демонтирован. В тот же период в Октябрьском сквере сооружён новый многопоточный фонтан. |
| Привокзальный сквер (перед главным вокзалом города)     | 1958 — 1960  | 1970-е     | В 1958-1960-х годах при проведении комплексной реконструкции площади перед вокзалом был обустроен фонтан, разместившийся перед парапетом, отделявшим площадь от проезжей части. Прямоугольной формы фонтан был выполнен из серого гранита, посередине размещалась чаша. В 1973 году среди планировался ремонт водоснабжения фонтана, однако впоследствии его бассейн был приспособлен под клумбу. |

## Сохранившиеся фонтаны Кременчуга
| Местоположение                                                                  | Год открытия                    | Изображение | Описание | Состояние на 2017 год |
| ------------------------------------------------------------------------------- | ------------------------------- | ----------- | --- | --------------------- |
| Пионерский сквер, перед летним кинотеатром «Днепр» (ныне — Приднепровский парк) | 1914 (восстановлен в 1950-х)    |             | Фонтан в Штабном сквере был открыт в 1914 году и стал одним из первых в городе. В советский довоенный период в центре фонтана располагались скульптуры трёх пионеров. Фонтан был восстановлен после войны, вместо пионеров были установлены журавль и лиса. Некоторое время чаша фонтана использовалась как цветник. После реконструкции в 1980-х годах взамен была установлена скульптура дракона, ныне утраченная.                                            | Не действует          |
| Парк Кременчугского вагоностроительного завода (ныне — Крюковский парк)         | 1938 (восстановлен в 1950-х)    |             | Один из двух фонтанов, созданных во время реконструкции парка в 1938 году. Фонтан имеет бассейн округлой формы, в центре располагалась скульптура «Грибок». Восстановлен после войны в 1950-х годах, реконструирован в 1980-х. Позже остановлен и пришёл в запустение. | Не действует          |
| Парк Кременчугского вагоностроительного завода (ныне — Крюковский парк)         | 1938 (восстановлен в 1950-х)    |             | Один из двух фонтанов, созданных во время реконструкции парка в 1938 году. Фонтан прямоугольной формы с гипсовой скульптурой «Девушка с веслом» размещался у центрального входа. После восстановления после войны на фонтан была установлена скульптура мальчика, держащего рыбу, позже заменённая на скульптуры двух мальчиков. По бокам фонтан украшали белые вазоны с цветами. Фонтан реконструирован в 1980-е годы. Позже остановлен и пришёл в запустение. | Не действует          |
| Набережная Днепра (ныне — территория Приднепровского парка)                     | До 1941 (восстановлен в 1950-х) |             | Установленный на набережной Днепра в довоенное время фонтан в форме журавля в послевоенный период был восстановлен. Вместо утраченной фигуры журавля были установлены скульптуры двух оленей. В 2018 году пострадавшие от вандализма скульптуры были восстановлены. | Не действует          |
| Возле Городского дворца культуры (бульвар Пушкина)                              | 1972                            |             | Фонтан является частью системы охлаждения воды для Городского дворца культуры. Остановлен в 1994 году. В 2016 году существовали планы по засыпке фонтана землей. | Не действует          |
| Октябрьский сквер (ныне — сквер имени Олега Бабаева)                            | 1976                            |             | Фонтан с подсветкой был построен в сквере по проекту архитектора Дадонова. Дно было украшено мозаичным панно. Из-за своей пятиугольной формы фонтан получил неофициальное название «Пентагон». Реконструирован в 2011-2012 годах, ныне является музыкальным. | Действует             |
| Бульвар Пушкина                                                                 | 1980-е                          |             | Ансамбль из четырёх фонтанов на бульваре Пушкина, символизирующих времена года, был создан по проекту городского архитектора Л. Расстрыгина. | Действует             |
| Пересечение проспекта Свободы и улицы Киевской                                  | 1987                            |             | Фонтан расположен напротив ДК «Краз» (сквер Киевский) и был построен в 1987 году на средства Кременчугского колёсного завода, о чём свидетельствует установленный неподалёку памятный камень. | Действует             |
| Возле проходной Крюковского вагоностроительного завода                          | 2006                            |             | Фонтан расположен в Крюкове возле восточной проходной вагоностроительного завода. Создан по проекту архитектора Алексея Мацака, который дал ему название «Сказочный цветок». Фонтан имеет 26 струй. | Действует             |
| Возле проходной завода «Кредмаш»                                                | 2008                            |             | Фонтан перед проходной «Кременчугского завода дорожных машин» был создан на средства завода. Торжественное открытие в сентябре 2008 года было приурочено к дню машиностроителя. | Действует             |
| Возле проходной Кременчугского колёсного завода                                 |                                 |             | Фонтан расположен перед одной из построек колёсного завода (Ярославский проезд). | Действует             |
| На территории Кременчугского сталелитейного завода в Крюкове                    |                                 |             | Фонтан расположен в зоне отдыха на закрытой территории сталелитейного завода в Крюкове (улица Приходько). |                       |
| Возле ДК «Нефтехимик» (Молодёжное)                                              | 2017                            |             | Фонтан расположен возле дворца культуры «Нефтехимик», на месте старого фонтана. | Действует             |